# Smarticular Verlag
Der smarticular Verlag ist ein deutscher Online- und Sachbuchverlag mit den Schwerpunkten Nachhaltigkeit im Alltag und einfaches Leben. Sitz ist Grafing b. München. Der Verlag firmiert als Happy Minimalist GmbH und führt auch einen eigenen Onlineshop mit nachhaltigen Produkten.

## Konzept
Nach eigenen Aussagen will der Verlag den gesellschaftlichen Wandel – weg von Massenkonsum und Wegwerfgesellschaft, hin zu einem nachhaltigen Konsum mit Rücksicht auf Umwelt und Ressourcen – mit seinen Publikationen unterstützen.

## Geschichte
Gegründet 2014 in Berlin, widmete sich der Verlag zunächst vorrangig dem Aufbau des Ideenportals smarticular.net. Schwerpunkte waren Anleitungen für eine nachhaltige Lebensweise. Dazu gehörten Rezepte für selbst gemachte Haushalts- und Pflegeprodukte, Alternativen zu Fertigprodukten, Möglichkeiten der Müllvermeidung, Ideen zum Upcycling, Rezepte für Wildkräuter und Wildobst sowie vegane Rezepte. Das namensgebende Kunstwort smarticular setzt sich zusammen aus den englischen Begriffen smart und particular.
Seit 2015 betreibt der Verlag zudem das Wildpflanzen-Portal kostbarenatur.net und seit 2018 das Verzeichnis für nachhaltigen Konsum zerowastemap.org, auf dem unter anderem Unverpacktläden, Umsonstläden, Repair-Cafés und Bücherboxen aufgeführt werden.
Im Sommer 2016 erschien der erste Ratgeber Fünf Hausmittel ersetzen eine Drogerie mit mehr als 300 Anwendungen und Rezepten für Hausmittel wie Natron, Soda, Essig, Zitronensäure und Kernseife. Mittlerweile (Stand 07/2024) umfasst das Verlagsprogramm 30 Ratgeber sowie den Jahresplaner und saisonalen Nachhaltigkeits-Ratgeber Grüner Faden. 

## Publikationen (Auswahl)
- Fünf Hausmittel ersetzen eine Drogerie, 2016 (erweiterte, überarbeitete Ausgaben in 2018 und 2021)
- Geh raus! Deine Stadt ist essbar, 2017 in Kooperation mit mundraub.org
- Reihe Selber machen statt kaufen – Küche (2017), Haut und Haar (2018), Garten und Balkon (2019), Vegane Küche, Geschenke (beide 2021)
- Das Natron-Handbuch, 2018
- Grüner Faden, 2018
- Plastiksparbuch, 2019
- Zufällig vegan, Marta Dymek, 2019
- Zufällig vegan – International, Marta Dymek, 2020
- Das Essig-Handbuch, 2020
- Wirf mich nicht weg – Das Lebensmittelsparbuch, 2020
- Neue Dinge aus alten Stoffen, 2021
- Pflanzenglück, Anders Røyneberg 2021
- Selber backen statt kaufen, 2021
- Permakultur im Bio-Garten, Damien Dekarz 2022
- Eco-Kids, 2022
- Eingemacht & zugedreht, 2022
- Tofu, Miso, Tempeh, Elisabeth Fischer, 2022
- Die Apotheke vor deiner Haustür, 2023
- Geliebtes Unkraut, 2023
- Schwanger Glücklich Nachhaltig, 2023
- Oh Happy Dog, 2023
- Do it daheim, 2023
- Seife, 2023